# Етнічна дифузія
Етні́чна дифу́зія — це форма переселення людей, процес поступового та повільного проникнення одного народу чи нації на територію іншого, в процесі чого проходить довга, в рамках часу, етнічна асиміляція. Це поняття було введене американським вченим Джоном Ренфру.
При розгляді міграції як переміщення, яке є історичним явищем, чітко виражається феноменологічна обмеженість та недостатність міграції як початкового значення. Бо ж не тільки у відомому нам історичному минулому, але і в сучасності переміщення людей має досить латентний характер, а терміни та географічні рамки цього переміщення виявляються досить не чіткими, що розуміння цього не може або не встигає фіксувати ці переміщення як явища. Наприклад, поступове переселення японців до Бразилії та інші країни Латинської Америки, корейців — до Японії, китайців — до Філіппін, вірмен та татар — до Середньої Азії. Фактично, кількість подібних випадків велика. Більш того, латентні, а іноді і точкові переміщення відігравали в далекому минулому роль важливішу, аніж так звані великі історичні міграції. Саме такі переміщення відбувались в епоху стародавнього розселення індоєвропейців по Східній Європі та Передній Азії.
Дифузія може фіксуватись в історичному розумінні тільки заднім числом у своїх кінцевих конкретних результатах. В принципі, дифузія проходить в режимі досить не чіткому та постійному, що далеко не завжди може вважатись історичним фактом. Кажучи феноменологічно, дифузію, у її відношенні до міграції, можна було б вважати феноменом, який знаходився б посередині між тим, що ми називаємо «історична подія» та «людський стан», або одним із постійних умов людського існування.
Сам процес дифузії досить важко спостерігати та реєструвати і ще важче регулювати та контролювати. В той же час дифузія відіграє важливу роль не тільки в демографічній політиці з її перепадами та флюктуацією, але і в змінах культурного, соціального та політичного ладів. У зв'язку з цим потрібно відмітити ще одне цікаву обставину. Саме дифузія була одним із вирішальних факторів у радикальній зміні етнічного складу окремих країн та регіонів. Бо, по-перше, завдяки дифузії проходить постійне розмивання етнічних, етно-культурних та етно-лінгвістичних кордонів. Більш того, саме поняття етносу стає все більш і більш відносним.
Методологічно дуже важливо відмітити, що дифузія в жодному разі не може розглядатись ні як окремий випадок міграції, ні як поняття, що замінює або відмінює поняття міграції. Обидва ці феномени співіснували і співіснують в історії людства як доповнюючі один одного форми переселення людей.